# Burn It Down
Burn It Down – pierwszy singel amerykańskiego zespołu rockowego Linkin Park z ich piątego albumu studyjnego, Living Things. Został wydany 16 kwietnia 2012 przez wytwórnię płytową Warner Bros. Records. Za produkcję muzyczną odpowiedzialni są Mike Shinoda oraz Rick Rubin. Do utworu zrealizowany został teledysk, który wyreżyserował Joe Hahn.

## Lista utworów i formaty singla
iTunes singel
1. Burn It Down – 3:50

Europejski singel
1. Burn It Down – 3:50
2. New Divide (Live) – 4:29
3. In the End (Live) – 3:39
4. What I’ve Done (Live) – 4:04

Japoński singel
1. Burn It Down – 3:51
2. New Divide (Live) – 4:29
3. In the End (Live) – 3:39

## Pozycje na listach
| Państwo           | Notowania (2012)               | Najwyższa pozycja |
| ----------------- | ------------------------------ | ----------------- |
| Kanada            | Canadian Hot 100               | 33                |
| Niemcy            | Germany Songs                  | 2                 |
| Japonia           | Japan Hot 100                  | 7                 |
| Polska            | Polish Airplay Top 5           | 1                 |
| Stany Zjednoczone | Billboard Hot 100              | 30                |
| Stany Zjednoczone | Modern Rock Tracks (Billboard) | 1                 |
| Stany Zjednoczone | Digital Songs (Billboard)      | 11                |
| Stany Zjednoczone | Mainstream Top 40 (Billboard)  | 24                |
| Stany Zjednoczone | Rock Songs (Billboard)         | 1                 |
| Stany Zjednoczone | Hot 100 Airplay                | 66                |

## Twórcy
- Chester Bennington – wokal prowadzący
- Rob Bourdon – perkusja
- Brad Delson – gitara, syntezator
- Dave „Phoenix” Farrell – gitara basowa, wokal wspierający
- Joe Hahn – samplowanie, gramofony, reżyseria teledysku
- Mike Shinoda – rap, syntezator
- Rick Rubin – produkcja muzyczna